# Idiostolidae
Idiostolidae – rodzina pluskwiaków z  podrzędu różnoskrzydłych i nadrodziny Idiostoloidea. Obejmuje 5 opisanych gatunków. Zamieszkują lasy bukanów na południu Australii i Ameryki Południowej, w strefie klimatu umiarkowanego chłodnego.

## Morfologia
Pluskwiaki o podługowato-jajowatym w zarysie ciele o długości od 5 do 7 mm. Głowa jest skierowana ku przodowi, pozbawiona szwów, zaopatrzona zarówno w oczy złożone jak i przyoczka. Czteroczłonowe czułki osadzone są poniżej brzusznych krawędzi oczu złożonych. Bukule są krótkie. Kłujka zbudowana jest z czterech członów. Przedplecze podzielone jest bruzdą na obrączkę wierzchołkową i część dyskową. Półpokrywy mają liczne żyłki podłużne na przykrywkach oraz po cztery lub pięć żyłek podłużnych na zakrywkach. Użyłkowanie skrzydeł tylnej pary cechuje się obecnością hamusa. Wszystkie odnóża są smukłe, wyposażone w trójczłonowe stopy. Gruczoły zapachowe zatułowia uległy uwstecznieniu, w związku z czym brak jest na tułowiu zarówno ewaporatoriów jak i wyniesionych ujść ich kanalików. Odwłok ma wszystkie przetchlinki umieszczone po stronie brzusznej. Tergity i sternity segmentów odwłokowych od trzeciego do szóstego są ze sobą zrośnięte. Z kolei tergit drugi scalony jest z pierwszym. Osobniki dorosłe mają po siedem trichobotriów w pozycjach bocznych i pośrodkowych na sternicie trzecim i czwartym oraz po cztery bocznie umieszczone trichobotria na sternitach od piątego do siódmego. Genitalia samca cechują się uproszczonym, pozbawionym wezyki fallusem. Samica ma całkowicie podzielone przez środek siódme sternum odwłoka, lancetowate pokładełko i pozbawiona jest całkowicie zbiornika nasiennego.
Larwy charakteryzują się jajowatym w obrysie ciałem. Ujścia ich odwłokowych gruczołów zapachowych zlokalizowane są między czwartym i piątym oraz piątym i szóstym tergitem. Z kolei między tergitami odwłoka trzecim i czwartym występuje niewielka blizna odpowiadająca drobnemu gruczołowi zapachowemu.

## Ekologia i występowanie
Rodzina o typowo gondwańskim rozsiedleniu, do którego nawiązują ich nazwy zwyczajowe w języku hiszpańskim i angielskim (odpowiednio chinches transantárticos i transantarctic bugs, dosł. „pluskwiaki transantarktyczne”). Jej przedstawiciele zamieszkują strefę klimatu umiarkowanego chłodnego w krainie neotropikalnej i australijskiej. Rodzaj Trisecus zasiedla górzyste tereny Tasmanii i Nowej Południowej Walii. Rodzaj Monteithocoris jest endemitem Tasmanii. Przedstawiciele rodzaju Idiostolus występują na południu Argentyny i Chile, sięgając na północ do Río Blanco w regionie Araukania, a na południe do strefy przejściowej z tundrą.
Biologia tych pluskwiaków jest słabo poznana. Bytują one w ściółce i wśród mchów w lasach zdominowanych przez bukany, będąc najczęściej odławianymi przy użyciu aparatu Tullgrena. Ich preferencje pokarmowe pozostają nieznane. Przypuszcza się, że są fitofagami żerującymi na bukanach, aczkolwiek pojedynczy okaz Idiostolus schaeferi znaleziono na Pilgerodendron uviferum z rodziny cyprysowatych.

## Taksonomia
Takson ten wprowadzony został w 1962 roku przez Geoffreya G.E. Scuddera jako podrodzina Idiostolinae w obrębie zwińcowatych. Do rangi rodziny i nadrodziny wyniesiony został w 1967 roku przez Pavla Štysa. Początkowo nadrodzina Idiostoloidea była taksonem monotypowym. W 1997 roku Thomas J. Henry opublikował wyniki analizy filogenetycznej infrarzędu, na podstawie której włączył w skład Idiostoloidea rodzinę Henicocoridae. Do Idiostolidae zalicza się pięć opisanych gatunków z trzech rodzajów:
- Idiostolus Berg, 1883
  - Idiostolus insularis (Berg, 1883)
  - Idiostolus schaeferi Faúndez, Carvajal et Ashworth, 2014
- Monteithocoris Woodward, 1968
  - Monteithocoris hirsutus Woodward, 1968
- Trisecus Bergroth, 1895
  - Trisecus armatus Woodward, 1968
  - Trisecus pictus Bergroth, 1895